# 小行星3515
小行星3515（英語：3515 Jindra）是一颗围绕太阳公转的小行星。1982年10月16日，茲丹卡·瓦弗洛娃在克列特发现了此天体。
这颗小行星的绝对星等为251.3957877009994等。